# Jean-Marie Wampers

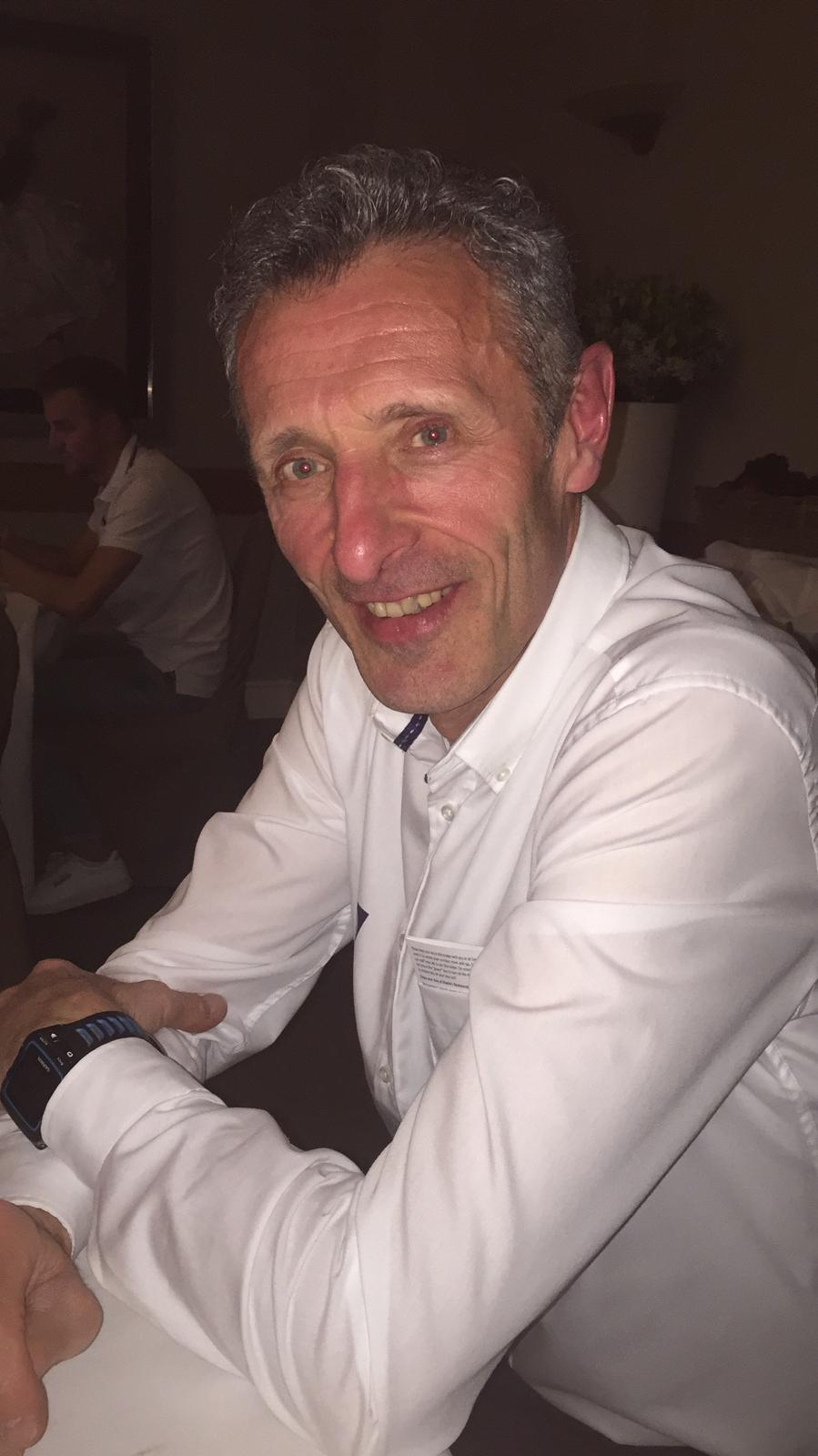

Jean-Marie Wampers (* 7. April 1959 in Ukkel) ist ein ehemaliger belgischer Radrennfahrer.

## Werdegang
Jean-Marie Wampers war von 1981 bis 1992 Berufsfahrer. Der größte Erfolg seiner Laufbahn war der Sieg beim Monument des Radsports Paris–Roubaix 1989, nachdem er den Ausreißer Dirk De Wolf neun Kilometer vor dem Ziel einholte und im Zweiersprint schlug. Zu seinen weiteren wichtigen Erfolgen zählten seine Siege bei Rund um Henninger-Turm 1986 und 1989 und beim Scheldepreis 1989. Beim Klassiker Gent-Wevelgem wurde er 1986 Dritter.